# Tomen y Cefnlloer
Tomen y Cefnlloer är ett slott i Storbritannien.   Det ligger i kommunen Powys och riksdelen Wales, i den södra delen av landet, 260 km nordväst om huvudstaden London. Tomen y Cefnlloer ligger 316 meter över havet.
Terrängen runt Tomen y Cefnlloer är huvudsakligen kuperad, men åt sydväst är den platt.Runt Tomen y Cefnlloer är det ganska tätbefolkat, med 60 invånare per kvadratkilometer. Närmaste större samhälle är Oswestry, 18,6 km öster om Tomen y Cefnlloer. Trakten runt Tomen y Cefnlloer består i huvudsak av gräsmarker.